# Chehel Cheshmeh
Chehel Cheshmeh (em persa: چهل چشمه) é uma aldeia do distrito central do condado de Abadeh, na província de Fars, no Irã. No censo de 2006, a sua existência foi notada, mas sua população não foi relatada.